# Несса (Германия)
Несса (нем. Nessa) — община в Германии, в земле Саксония-Анхальт. 
Входит в состав района Вайсенфельс. Подчиняется управлению Фир Берге-Тойхернер Ланд.  Население составляет 977 человек (на 31 декабря 2006 года). Занимает площадь 14,03 км².
Община подразделяется на 5 сельских округов.